# Reliance
«Reliance» — американская яхта, завоевавшая Кубок Америки в 1903 году.
Яхта была разработана конструктором Натанаэлем Херрешоффом. Её создание финансировалось группой из девяти членов Нью-Йоркского яхт-клуба во главе с Корнелиусом Вандербильтом III.

## История
Reliance был разработан, чтобы в полной мере использовать все возможности правило яхт-клуба Seawanhaka Corinthian Yacht Club, названные «90 футов» (90-foot). Кубок Америки 1903 года был последним, который проводился по правилу Seawanhaka.

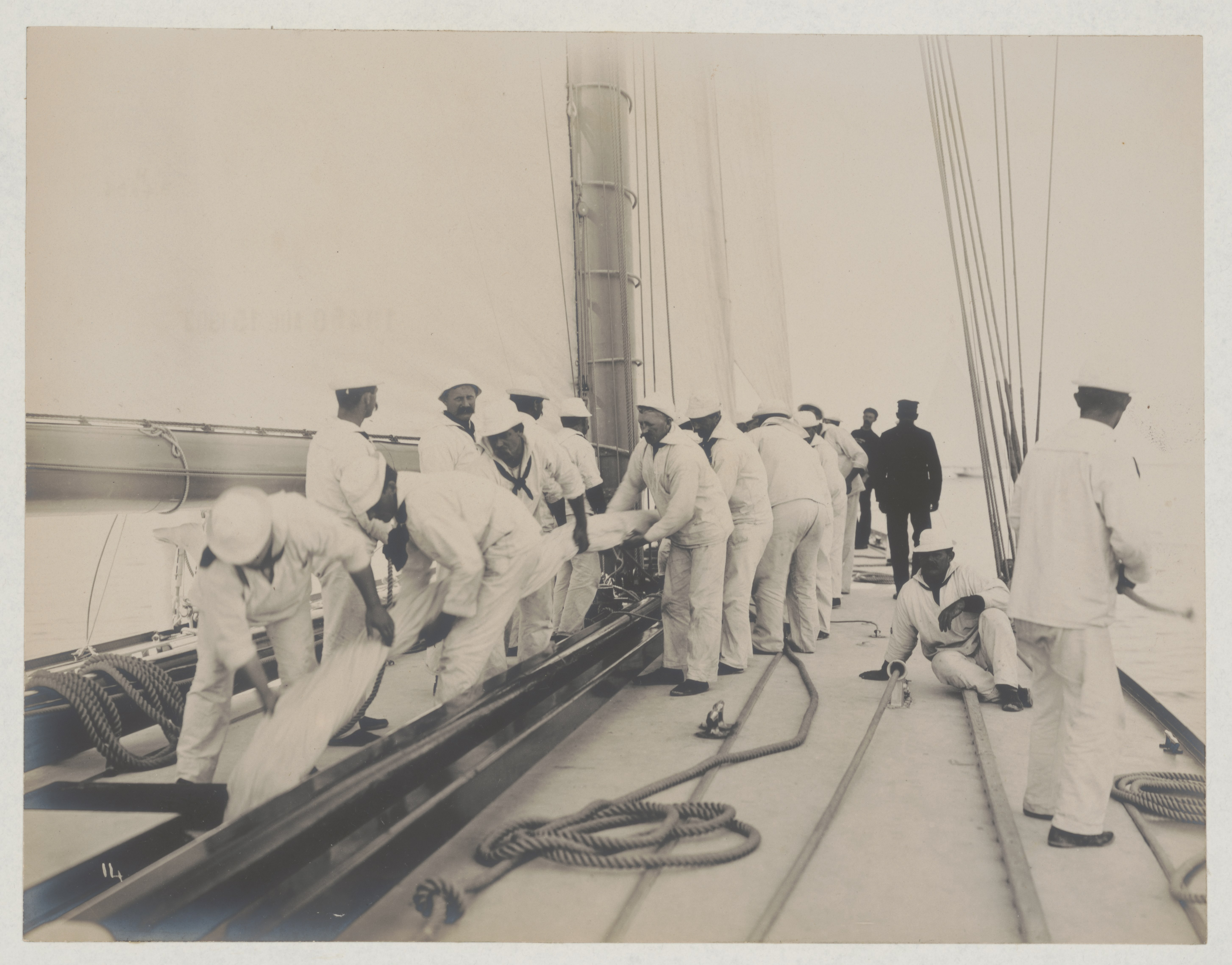
Команда яхты за работой

В проекте использовалась лазейка в правиле рейтинга Seawanhaka «90 футов», что позволило создать гоночную яхту с длинными свесами на каждом конце судна. Для экономии веса она была без полностью закрытой палубой с открытыми шпангоутами. Reliance была первой гоночной яхтой, оснащенной лебёдками для управления парусами, когда её конкуренты полагались исключительно на человеческую силу. Но несмотря на это новшество, для участия в гонках из-за большой площади парусов требовался экипаж из 64 человек.
Яхта Reliance была построена с одной целью: успешно защитить Кубок Америки. Корнелиус Вандербильт сказал:

Call the boat a freak, anything you like, but we cannot handicap ourselves, even if our boat is only fit for the junk heap the day after the race.

Её гоночная карьера была необычайно короткой и без поражений. Reliance превзошла своего претендента на Кубок Америки Shamrock III сэра Томаса Липтона, разработанную Уильямом Файфом, во всех трех гонках 1903 года, причем Shamrock III проиграл с таким отрывом в третьей гонке, что был вынужден сойти с дистанции. Спустя десять лет яхта была продана на металлолом.